# 麻尔柯高原鳅
麻尔柯高原鳅（学名：Triplophysa markehenensis）为鳅科高原鳅属的鱼类，是中国的特有物种體長可達11.9公分。分布于青海省长江上游支流的麻尔柯河、金沙江上段、雅砻江和大渡河中上游有分布等，多栖息于激流砾石底质河段。该物种的模式产地在青海久治县麻尔柯河。

## 扩展阅读
維基物種上的相關：麻尔柯高原鳅